# Ірасема Діліан
Ірасема Діліані (27 травня 1924 — 16 квітня 1996) — актриса бразильського походження, але італійського громадянства.

## Дитячі роки
Народилася 1924 року в одному з великих міст країни Бразилія — Ріо-де-Жанейро, яке того часу було столицею. У 1920-ті світ, в тому числі Південну Америку, захлеснула пізня промислова революція, тому за народження потрібно було дивитися осторонь в обидва ока, щоби десь та не підпасти під автомобіль, який сигналить. Ситуацію накаляли шайки бандитів, які є характерною ознакою країн Західної півкулі. Проте, наша героїня не полишала бодай старань вибитися в люди: вчилася, ходила на гуртки, відвідувала секції. Ніша таки знайшла дівчину: 1940 року милесенька юнка починає грати у кінематографі.

## Кар'єра
Знімалася в картинах в тому числі Королівства Італії доби фашизму. Кар'єра видалася недовгою — менш як 20 років, але глядачу Ірасема Діліані стовідсотково припала до душі.

## Фільмографія
| Рік  |   | Українська назва                     | Оригінальна назва | Роль                           |
| ---- | - | ------------------------------------ | ----------------- | ------------------------------ |
| 1940 | ф | Комедія щастя                        |                   | епізод                         |
| 1940 | ф | Маддалено, незадовільно за поведінку |                   | Ева Барта                      |
| 1941 | ф | Сім гріхів                           |                   | Клара Маццоні                  |
| 1941 | ф | Тереза Венерді                       |                   | Лілі Пасалака                  |
| 1941 | ф | Урок хімії о 9-й год                 |                   | Марія                          |
| 1942 | ф | Маломбра                             |                   | Едіт                           |
| 1945 | ф | Одиниця за поведінку                 |                   | Тереза                         |
| 1946 | ф | Чорний орел                          |                   | Маша Троєкурова                |
| 1947 | ф | Капітанська дочка                    |                   | Марія Іванівна (Маша Миронова) |
| 1950 | ф | Жінки без імені                      |                   | Янка Новоцька                  |
| 1950 | ф | Удар і відповідь                     |                   | Джулі                          |
| 1953 | ф | Боягуз                               |                   | Мара                           |
| 1954 | ф | Безодні пристрастей                  |                   | Каталіна                       |
| 1957 | ф | Пабло і Кароліна                     |                   | Кароліна Чірол                 |
| 1958 | ф | Стіна                                |                   | Джані                          |